# Thisted
Thisted anhörenⓘ ist Hauptort der gleichnamigen dänischen Kommune Thisted am Nordufer des Limfjordes.  Im Ort leben 13.505 Einwohner (Stand 1. Januar 2025). Die theophore Namensgebung bezieht sich auf den germanischen Gott Tyr.
Bedeutsam ist der Handel mit landwirtschaftlichen Produkten. Thisted ist Mittelzentrum für das Umland Thy. Am Bahnhof endet die Eisenbahnverbindung nach Struer.

## Bilder

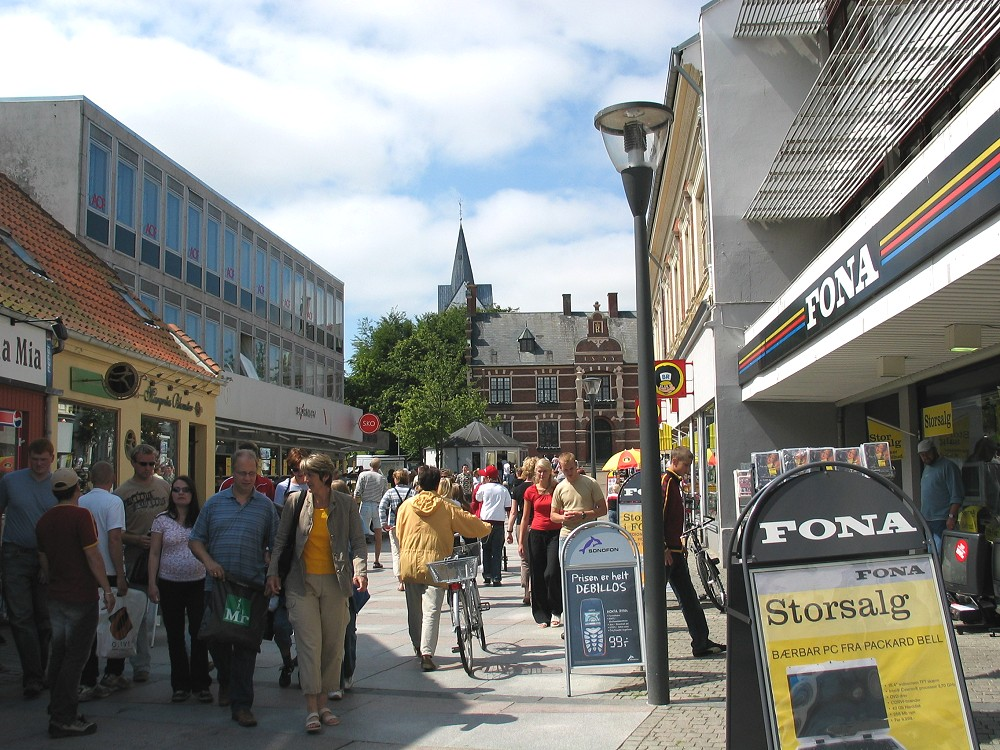
Blick von der Storegade zum Marktplatz
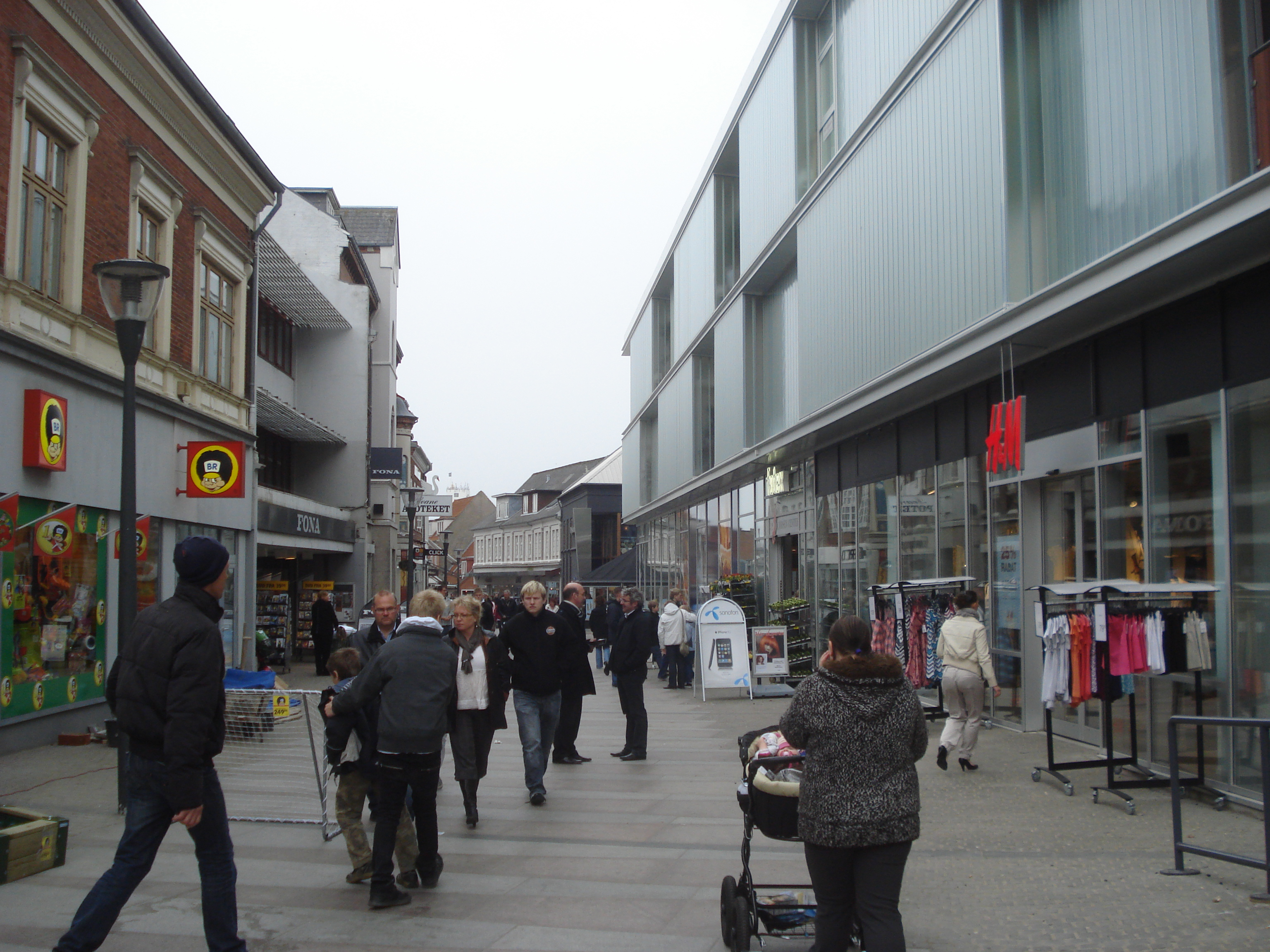
Fußgängerzone
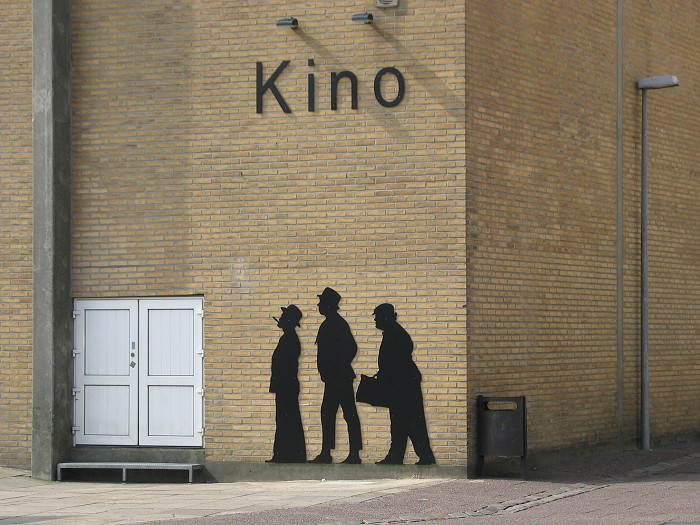
Kino 1-2-3 mit einer Reminiszenz an die Olsenbande anlässlich eines Fantreffens 2006
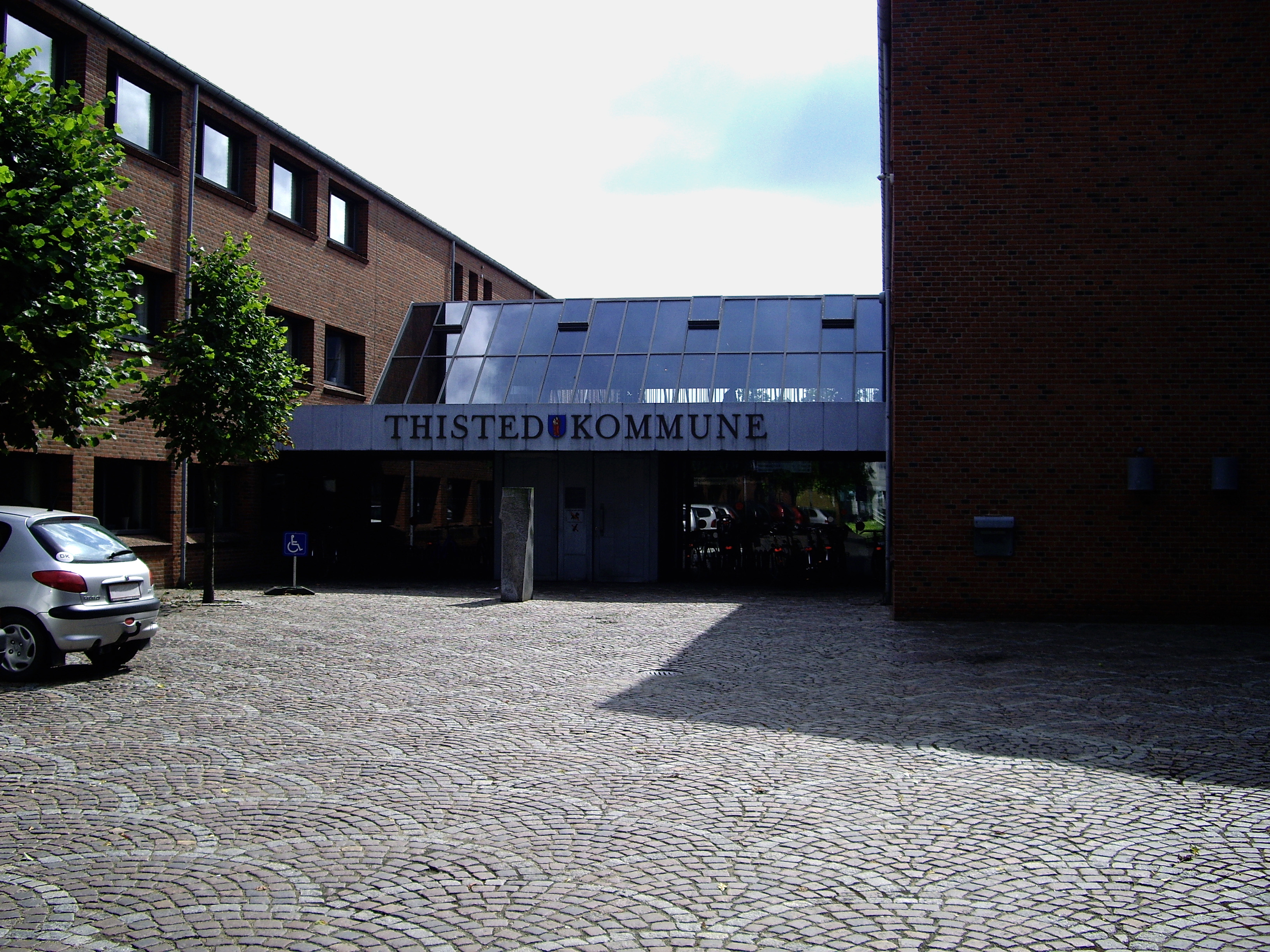
Kommunalverwaltung
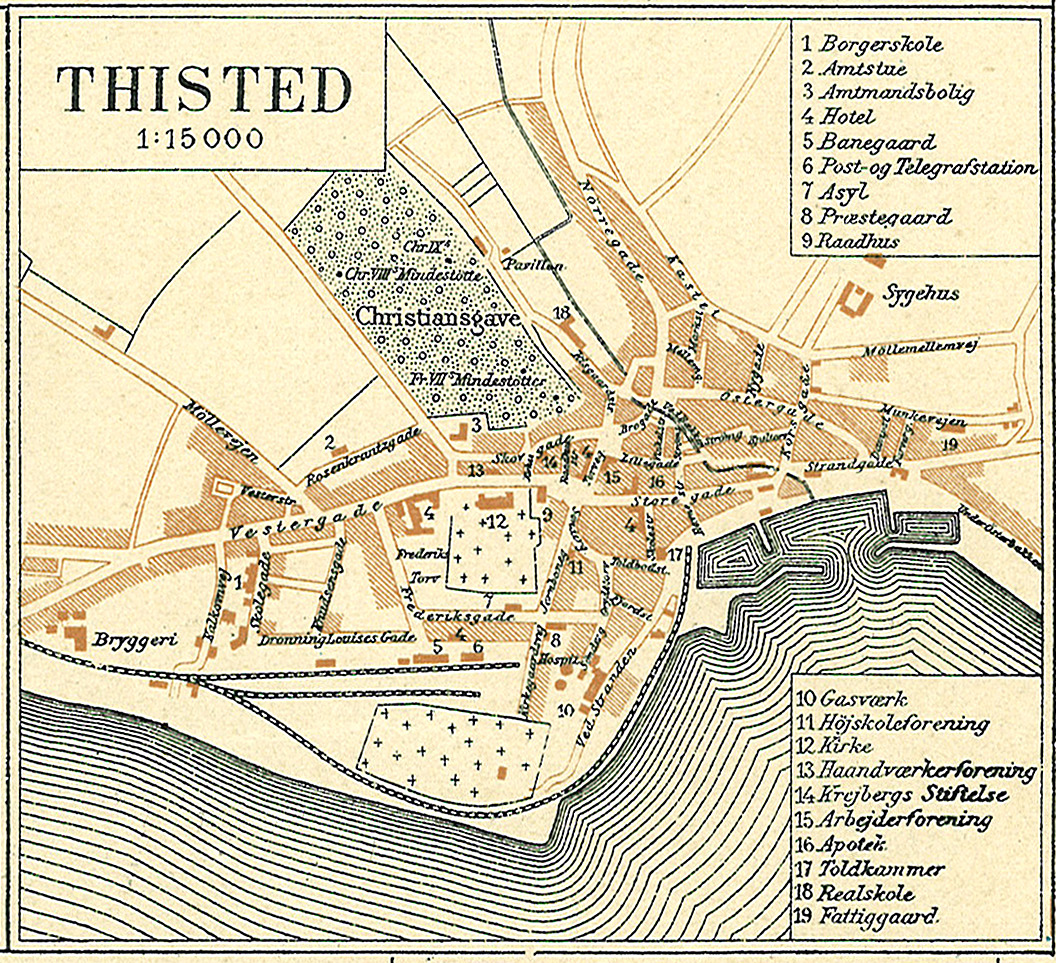
Stadtplan um 1900

## Söhne und Töchter der Stadt
- Axel Bendixsen (1884–1965), Bauingenieur
- Thomas Bruhn (* 1981), Handballspieler
- Conrad Malte-Brun (1775–1826), Geograf
- Jesper Grønkjær (* 1977), Fußballspieler
- Bent Haller, Schriftsteller
- Marianne Høst (1865–1943), Porzellanmalerin und Keramikerin
- Rasmus Houmøller (* 2003), Handballspieler
- Mads Hoxer Hangaard (* 2000), Handballspieler
- Jens Peter Jacobsen (1847–1885), Schriftsteller
- Heine Jensen (* 1977), Handballtrainer
- Ilda Kepić (* 1995), dänisch-montenegrinische Handballspielerin
- Christen Kold (1816–1870), Pädagoge, Gründer der Heimvolkshochschulbewegung
- Bent Larsen (1935–2010), Schachgroßmeister
- Jesper Mortensen und Jeppe Breum Laursen, Popduo Junior Senior
- Helmer Rosting (1893–1945), Diplomat
- Jørn Sloth (* 1944), Fernschachweltmeister
- Johan Skjoldborg (1861–1936), Dichter, Schriftsteller
- Hans Christian Sonne, Propst, Gründer des ersten dänischen Konsumvereins (Brugsforening)
- Hans Carl Toft (1914–2001), Politiker

## Megalithen
Die Langdysser von Thisted liegen am Langdyssevej nahe dem Wasserturm.